# Диа, Али (гвинейский футболист)
Али Бадара Диа (фр. Ali Badara Dia; род. 1941, Конакри) — гвинейский футболист, нападающий. Участник летних Олимпийских игр 1968 года.

## Биография
В 1968 году главный тренер национальной сборной Гвинеи Наби Камара вызвал Али на летние Олимпийские игры в Мехико. В своей группе Гвинея заняла последнее четвёртое место, уступив Колумбии, Мексики и Франции. Али Диа на турнире в итоге сыграл всего в одном матче.